# XV-01
XV-01とは、株式会社タミヤよりリリースされている電動RCカーモデルのシャーシ名称である。

## 概要
フロントモーター･ベルトドライブ4WDシャーシ。オフロード走行を主に想定された設計だが、オンロード走行にも対応可能なモデル。バッテリーはシャーシ下面より交換するボトムハッチ仕様。

## オフロードタイプ

### XV-01PRO
2012年7月発売

- 防塵性に優れた構造で、ギヤボックス、ドライブベルト、RCメカ、バッテリーまでフルカバーされ、泥よけ用のインナーフェンダーまでもが装備されている。
- 前後の密閉式ギヤボックスには、オイル封入式ギヤデフを標準装備としている。
- TRFスペシャルダンパーを装備。
- メカボックスにはコード取り出し用と排熱用の開口部があり、砂や埃を完全に防げる訳ではない。定期的にチェックする事が推奨されている[2]。

### XV-01
2012年7月発売

- XV-01PROの廉価版。ラリーカーやSUV車のボディとのセット販売用。
- 後にその役割はTT-02に受け継がれたようだ。

### XV-01T
2012年11月発売

- XV-01にトラック用大径タイヤを履かせたレーシングトラック仕様。

## オンロードタイプ

### XV-01TC PRO
2013年2月発売

- XV-01をオンロードツーリングカー用に組み直したシャーシ。
- ショートリバーシブルサスアームにTRFスペシャルダンパー、アルミターンバックルを装備。
- フロントはダイレクトカップリング、リヤはオイル封入式ギヤデフとなった。
- メカカバーやインナーフェンダーは省かれ、軽量化されている。